# Уваровичский сельсовет
Уваровичский сельсовет (белор. Уваравіцкі сельсавет) — административная единица на территории Буда-Кошелёвского района Гомельской области Белоруссии. Административный центр — городской посёлок Уваровичи.

## История
После второго укрупнения БССР с 8 декабря 1926 года сельсовет в составе Уваровичского района Гомельского округа БССР. После упразднения окружной системы 26 июля 1930 года в Уваровичском районе БССР. С 20 февраля 1938 года в составе Гомельской области. 27 сентября 1938 года упразднён в связи с образованием Уваровичского поссовета.
12 декабря 2013 года в границах территорий, относящихся к уваровичским поселковому Совету депутатов и поселковому исполнительному комитету Буда-Кошелёвского района Гомельской области, образован сельсовет «Ува'равіцкі» (на русском языке – «Ува'ровичский»), с включением в его состав территории населённых пунктов: городской посёлок Уваровичи, посёлки Высокая Грива, Завидовка, Зелёный Остров, Радеево, деревни Лапичи, Радеево, Теклевка.

## Состав
Уваровичский сельсовет включает 8 населённых пунктов:
- Высокая Грива — посёлок
- Завидовка — посёлок
- Зелёный Остров — посёлок
- Лапичи — деревня
- Радеево — посёлок
- Радеево — деревня
- Теклевка — деревня
- Уваровичи — городской посёлок